# Ekträdlöpare
Ekträdlöpare (Rhagium sycophanta) är en skalbagge i familjen långhorningar. Den är 17 till 26 millimeter lång. 
I Sverige är ekträdlöparen klassad som nära hotad av Artdatabanken. De största hoten mot arten är bristen på död ved och gamla exemplar av dess värdträd, som i Sverige främst är ek, i landskapet.